# Llywelyn Bren
Llywelyn Bren († 1318) (deutsch: „Llywelyn aus dem Wald“, eigentlich Llywelyn ap Gruffydd) war ein walisischer Adliger und Rebellenführer.

## Herkunft
Er war ein Sohn von Gruffydd ap Rhys, dem letzten walisischen Lord von Senghenydd, dessen Territorium 1267 von Gilbert de Clare, 6. Earl of Hertford besetzt worden war. Sein Vater wurde von de Clare in der Burg von Kilkenny in Irland eingekerkert, wo er in Gefangenschaft starb.

## Leben als englischer Vasall
Llywelyn erbte von seinem Vater dessen umfangreichen Grundbesitz in Senghenydd und im benachbarten Cantref Miscin. Er soll eine für einen Mann seines Ranges ungewöhnliche literarische Bildung besessen haben. Vermutlich hatte er eine sehr gute Beziehung zum jungen Gilbert de Clare, dem Lord of Glamorgan, unter dem er hohe Ämter bekleidete und dem er als Ratgeber und Vermittler gegenüber der walisischen Bevölkerung diente. Nachdem der junge Earl jedoch 1314 in der Schlacht von Bannockburn gefallen war und keine männlichen Nachkommen hinterlassen hatte, wurde Glamorgan unter königliche Verwaltung gestellt. Im Juli 1315 wurde Payn de Turberville, dem Herrn von Coity Castle, die Verwaltung von Glamorgan übertragen. Turberville verachtete alle Waliser, unabhängig von ihrer Stellung, und enthob Llywelyn und andere Waliser ihrer Ämter. Die freigewordenen Ämter besetzte er mit seinen Freunden. Zwischen Llywelyn und Turberville kam es zu gegenseitigen Beschuldigungen, die schließlich in einer Anhörung vor König Eduard II. gipfelten. Der König, besorgt wegen seines erfolglosen Krieges gegen Schottland, zeigte jedoch gegenüber Llywelyns Beschwerden kein Verständnis und forderte ihn auf, vor dem ab dem 27. Januar 1316 in Lincoln tagenden Parlament zu erscheinen. Llywelyn vertraute dem König jedoch nicht mehr und kehrte im Januar 1316 heimlich nach Glamorgan zurück.

## Führer einer walisischen Rebellion
Unterstützt von seinen sechs Söhnen und seinen Freunden gelang es ihm leicht, angesichts einer im Land herrschenden Hungersnot und der allgemeinen Unzufriedenheit der Waliser über die Verwaltung Turbervilles eine lokale Revolte unter den Bewohnern des Berglandes von Glamorgan anzuzetteln. In einem Überraschungsangriff versuchten die Rebellen am 28. Januar 1316 Caerphilly Castle zu erobern. Sie konnten zwar den Constable, der außerhalb der Burg Gericht hielt, gefangen nehmen, doch gelang es ihnen nicht, die Burg zu erobern. Stattdessen brannten sie die Siedlung Caerphilly nieder. Anschließend konnten die Rebellen Turberville aus Glamorgan vertreiben und das Tiefland des Vale of Glamorgan sowie Cardiff, Kenfig und andere Städte plündern, doch konnten sie keine der englischen Burgen erobern. Der König ernannte Humphrey de Bohun, 4. Earl of Hereford und Lord des benachbarten Brecon, zum Befehlshaber einer Armee, um die Revolte niederzuschlagen. Hereford sammelte mit Unterstützung der Marcher Lords Roger Mortimer of Wigmore und dessen Onkel Roger Mortimer of Chirk eine übermächtige Armee. Weitere Truppen stellten Henry of Lancaster, William Montagu, John Giffard sowie Hugh de Audley und Roger Damory, die beide eine der Erbinnen der Ländereien der Familie Clare geheiratet hatten. Selbst westwalisische Krieger schlossen sich der Armee an. Die Armee sammelte sich im März bei Brecon, Cardiff und Monmouth und entsetzte rasch das von den Rebellen belagerte Caerphilly Castle.

## Gefangenschaft und Hinrichtung
Angesichts der aussichtslosen Lage ergab sich Llywelyn zusammen mit zweien seiner Söhne am 18. März in Ystradfellte, wobei er sich gegenüber Hereford als alleinigen Verursacher der Rebellion bezichtigte und für seine Unterstützer Gnade erbat. Nachdem er zunächst in Brecon eingekerkert worden war, wurde er vor den König nach London gebracht und mit seiner Familie im Tower of London inhaftiert. In Cardiff trat am 4. April eine Untersuchungskommission zusammen, die Turbeville als Verwalter von Glamorgan bestätigte und ihn ermächtigte, walisische Pächter zu enteignen. Bereits Ende des Monats wurde er jedoch durch den versöhnlicher gestimmten John Giffard ersetzt, der viele der Rebellen begnadigte. Hereford und die Mortimers drängten den König, Llywelyn nicht zu streng zu bestrafen. Der König enteignete jedoch unter dem Einfluss seines neuen Günstlings Hugh le Despenser am 21. Mai Llywelyn. Seine Viehherden, sein persönlicher Besitz und seine in der Kathedrale von Llandaff hinterlegten Bücher wurden beschlagnahmt. Despenser, der ebenfalls eine der Schwestern des letzten de Clare geheiratet hatte, hoffte, dass ihm die umfangreichen Ländereien der de Clares übertragen werden. Im November 1317 wurde Despenser Lord of Glamorgan. Er besetzte Llywelyns Ländereien, ließ ihn nach Cardiff Castle bringen und verurteilte ihn 1318 als Verräter zum Tod durch Hängen und Ausweiden. Nachdem die Teile seines Leichnams erst zur Abschreckung öffentlich ausgestellt worden waren, wurde Llywelyn schließlich in der Dominikanerkirche von Cardiff begraben.

## Nachwirkung
Während des Despenser War, der Rebellion der Marcher Lords 1321 klagten die Rebellen, darunter Hereford, Despenser der ungesetzlichen Hinrichtung Llywelyns an. Hereford nahm Llywelyns Söhne 1321 und 1322 in seine Dienste auf, doch die Rebellion scheiterte schließlich. Erst nach Despensers endgültigem Sturz und der Absetzung von Eduard II. erhielten Llywelyns Söhne am 11. Februar 1327 die Ländereien ihres Vaters zurück. Llywelyns Witwe erhielt in Brecon bis zu ihrem Tod 1349 von den Earls of Hereford Unterhaltszahlungen.

## Familie und Nachkommen
Mit seiner Frau Lleucu hatte Llywelyn sechs Söhne: Gruffudd, Ieuan, Meurig, Roger, William und Llywelyn.